# Telmatobius edaphonastes
Telmatobius edaphonastes är en groddjursart som beskrevs av De la Riva 1995. Telmatobius edaphonastes ingår i släktet Telmatobius och familjen Ceratophryidae. IUCN kategoriserar arten globalt som starkt hotad. Inga underarter finns listade i Catalogue of Life.